# Silvio Trentin
Pour les articles homonymes, voir Trentin.
Silvio Trentin est un intellectuel italien et résistant antifasciste, forcé à l'exil. De retour en Italie pour combattre Mussolini, il est fait prisonnier à Venise et meurt en détention le 12 mars 1944. 

## Biographie
Il est né le 11 novembre 1885, en Italie, à San Donà di Piave. Il fut l’un des plus jeunes professeurs d’université de droit, lauréat de l’université de Pise. Il obtint son doctorat en droit à l’âge de 24 ans.
Après la Première Guerre mondiale dans laquelle il combattit comme aviateur, il est élu en 1919 député Democrazia sociale de Venise. Il s'engage notamment en faveur de la bonification des terres dans une région marquée par la pauvreté et les inégalités.
Dès 1921, il s’opposa de manière résolue à la montée violente du fascisme. Pour lui, « le fascisme ne fut pas seulement un ardent frémissement de jeunesse. Il fut le révélateur et le lien des intérêts de classe et fut le défenseur de la richesse avide de gain et de domination. Le fascisme réduisit la question nationale à une restauration de l’ordre économique et social. La pensée de la patrie fut assombrie par les puissants soutiens apportés aux riches, aux enrichis et aux hommes de la finance. » 
Juriste et philosophe réputé, Silvio Trentin est nommé en novembre 1923 à la chaire de droit administratif et international à l’Institut supérieur des sciences économiques de Venise. En mai 1925, il est signataire du Manifeste des intellectuels antifascistes. Confronté au décret du 24 décembre 1925 qui impose aux fonctionnaires l’allégeance au régime, il choisit de s’exiler en février 1926 dans le Sud-ouest de la France.

## Exil à Toulouse et résistance à l'occupation allemande

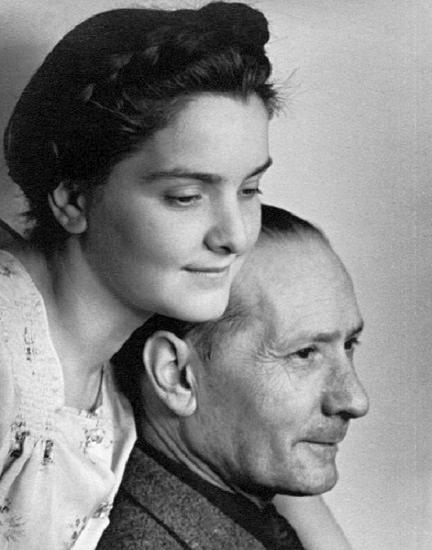
Silvio Trentin et sa fille Franca, enseignante, chevalière de la Légion d'Honneur le 14 juillet 1978 (il eut également un fils, Bruno).

Après cinq années de résistance contre Mussolini, Silvio Trentin s'exila avec sa famille en Gascogne en 1926 puis à Toulouse en 1935, sur les conseils d'amis italiens. Il travaille quelque temps comme ouvrier typographe puis, en 1935, il ouvre une petite librairie. Partisan des États-Unis d'Europe, dans la lignée de Pierre-Joseph Proudhon, il théorisa les concepts d'autonomie et de « fédéralisme interne ». Lors de la guerre civile espagnole, il participe à de multiples manifestations de soutien aux républicains et exilés espagnols.
Il publie en français plusieurs ouvrages de philosophie politique dans lesquels il développe une pensée antifasciste. Il cerne, souligne l’historienne Laure Teulières, les dérives totalitaires de l’État libéral et la faillite des classes dirigeantes. « Ceci l’amène logiquement à évoluer vers la gauche radicale, considérant que le courant réformiste auquel il appartenait se révèle incapable de répondre aux enjeux de son temps. Formé à l’humanisme démocrate et sans renier cet héritage, il se radicalise, adhérant dès le début des années 1930 au mouvement socialiste Giustizia e Libertà et se rapprochant des communistes. »
Il donna à Toulouse, le 13 janvier 1940, au Cercle des intellectuels républicains espagnols, une conférence sur Giacomo Leopardi, poète et philosophe comparé à Schopenhauer. Leopardi, considéré comme le philosophe du pessimisme a sans aucun doute vécu à une période difficile où il a fallu se battre, comme Silvio Trentin.
Dans le premier mouvement de sa conférence, en 1942, Silvio Trentin rappela que : « […] si la poésie est utile aux peuples libres, […] elle est, en quelque sorte, indispensable - ainsi que l'oxygène aux êtres que menace l'asphyxie - aux peuples pour qui la liberté est encore un bien à conquérir». [...] La poésie s'adresse aussi « à ceux parmi les hommes [...] qui ont fait l'expérience cruelle de la déception et de la douleur. » 
En raison de l'occupation de la zone libre, les forces allemandes entrèrent à Toulouse en novembre 1942. Silvio Trentin inspira le mouvement de résistance « Libérer et Fédérer », créé à Toulouse en 1942. Il est rejoint notamment par Adolphe Coll. Ce mouvement de résistance toulousaine s'étendra jusqu'à Marseille et Lyon, en lien avec L'Insurgé. Recherché par les nazis, Silvio Trentin fut caché dans la maison des résistants Élise et Roger Mazelier, membres actifs du réseau Morhange.
En décembre 1942, sept étudiants sont arrêtés à Toulouse par la police de Vichy pour avoir distribué des tracts et avoir inscrit, à la peinture, sur les murs et sur les portes cette date : « 1918 ». Son fils Bruno Trentin fait partie de ceux-là, ainsi que Francis Naves, le fils de Raymond Naves, professeur français déporté en Allemagne, mort au camp d’Auschwitz.
Apprenant la chute de Benito Mussolini, il décide en septembre 1943 de rentrer en Italie du Nord pour participer au combat contre l’occupant nazi et ses alliés fascistes. Arrêté et emprisonné, il meurt le 12 mars 1944, sans avoir connu la libération de son pays.

## Vie privée
Il eut pour compagne Giuseppina Nardari. Son fils Bruno Trentin, syndicaliste et militant communiste, sera élu en 1988 secrétaire national de la Confédération générale italienne du travail.

## Décoration
- Médaille de la Résistance française à titre posthume (décret du 22 septembre 1945)[4]

## Hommage
Un boulevard de Toulouse porte le nom de Silvio Trentin.

### Biographies
- Paul Arrighi, Silvio Trentin, Un Européen en résistance (1919-1943), Éditions Loubatières (Broché)
- Silvio Trentin un libraire résistant, Arkheia, Montauban, 2008